# Pallamano ai XIX Giochi del Mediterraneo
Gli incontri di pallamano ai XIX Giochi del Mediterraneo si sono svolti dal 27 giugno al 6 luglio 2022 al El Hachemí Hantaz Hall di Aïn El Turk e al Salle 24 février Arzew di Arzew.

## Calendario
Il calendario delle gare è il seguente:
| ● | Competizioni | ● | Finali |

| Giugno | Giugno | Giugno | Giugno | Giugno | Giugno | Giugno | Luglio | Luglio | Luglio | Luglio | Luglio | Luglio |
| 24     | 25     | 26     | 27     | 28     | 29     | 30     | 01     | 02     | 03     | 04     | 05     | 06     |
|        |        |        | ●      | ●      | ●      | ●      | ●      | ●      | ●      | ●      | ●      | 2      |

## Risultati

### Uomini
| Evento             | Oro    | Argento | Bronzo |
| Pallamano maschile | Spagna | Egitto  | Serbia |

### Donne
| Evento              | Oro    | Argento | Bronzo |
| Pallamano femminile | Spagna | Croazia | Serbia |